# Emotionele instabiliteit
Emotionele instabiliteit is de neiging om zich op een onvoorspelbare, veranderlijke, of grillige manier te gedragen.

## In de psychologie
Emotionele instabiliteit kan verwijzen naar de hoge pool van de persoonlijkheidstrek neuroticisme en is dan een antoniem van emotionele stabiliteit (laag neuroticisme). Emotionele instabiliteit is ook een faceteigenschap van neuroticisme in het Big Five-model. Emotionele instabiliteit resulteert in het eerder, vaker en intenser ervaren van emoties zoals frustratie en angst, die ook temperamenttrekken vormen die voorafgaan aan emotionele instabiliteit in de volwassenheid.